# Slag om Nepheris
De Slag om Nepheris was een slag van de Derde Punische Oorlog die plaatsvond bij Nepheris in 147 v.Chr. De slag werd gevochten tussen de Romeinse Republiek, geleid door Scipio Aemilianus, en Carthago die geleid werden door Diogenes van Carthago.

## Achtergrond
Na het Romeinse verlies bij de Haven van Carthago wilde Scipio Aemilianus het Carthaagse leger vernietigen bij Nepheris, een versterkt fort ten zuiden van de hoofdstad waar de Romeinen een verlies hadden geleden bij de Eerste Slag bij Nepheris tegen Hasdrubal.

## De Slag
In 147 v.Chr. blokkeerden de Romeinen Carthago en sneden alle voorraden die gezonden waren naar de verdedigers af. Deze werden gestuurd vanuit Nepheris door Diogenes van Carthago. Scipio omsingelde het Carthaagse kamp, en dwong hen om eruit te komen en te vechten tegen het kleinere Romeinse leger. Doordat ze omsingeld waren van alle kante, werden de Carthagers snel verslagen, hierbij verloren ze duizenden soldaten tijdens de slag. Het merendeel van de overlevenden van het Carthaagse leger werden gevangengenomen, slechts 4.000 konden ontsnappen. De inname van Nepheris markeerde het punt waarbij het moraal van de verdedigers van Carthago begon te zakken. De stad zou enkele maanden later vallen.